# Driftwood (Pennsylvania)
Driftwood is een plaats (borough) in de Amerikaanse staat Pennsylvania, en valt bestuurlijk gezien onder Cameron County.

## Demografie
Bij de volkstelling in 2010 werd het aantal inwoners vastgesteld op 67.
In 2000 is het aantal inwoners door het United States Census Bureau geschat op 103, een daling van 36 (-35,0%).

## Geografie
Volgens het United States Census Bureau beslaat de plaats een oppervlakte van 6,5 km², waarvan 6,5 km² land en 0,0 km² water. Driftwood ligt op ongeveer 249 m boven zeeniveau.

## Plaatsen in de nabije omgeving
De onderstaande figuur toont nabijgelegen plaatsen in een straal van 36 km rond Driftwood.